# Thank You (album của Meghan Trainor)
Thank You là album phòng thu thứ hai của Mỹ ca sĩ-nhạc sĩ Meghan Trainor. Nó được dự kiến phát hành vào 13 tháng 5 năm 2016, thông qua Epic Records.

## Đĩa đơn
Các đĩa đơn đầu tiên từ album, tựa đề "No", được phát hành vào ngày 04 tháng 3 năm 2016. Nó là một dance-pop bài hát mà ca từ kết hợp chủ đề độc lập nữ. Nó đứng vị trí số 11 vào Mỹ  Billboard  Hot 100, cũng đánh dấu sự ra mắt cao nhất trên Đài phát thanh bài hát biểu đồ từ việc phát hành Lady Gaga 's "Born This Way" hơn năm năm trước. Nó đạt số 6 trong tuần lễ thứ ba trên bảng xếp hạng.
"Watch Me Do" đã được phát hành như một đĩa đơn quảng bá về ngày 25 tháng 3 năm 2016. Nó là một, theo dõi bằng đồng nặng lạc quan nơi Trainor tham khảo một số bài hát rap, có chứa "những năm 90 hip hop Vibes sự nga" theo MTV News.

## Danh sách bài hát
| Standard edition | Standard edition                         | Standard edition                                   | Standard edition | Standard edition |
| STT              | Nhan đề                                  | Sáng tác                                           | Nhà sản xuất     | Thời lượng       |
| ---------------- | ---------------------------------------- | -------------------------------------------------- | ---------------- | ---------------- |
| 1.               | "Watch Me Do"                            | Meghan Trainor Ricky Reed Jacob Kasher Gamal Lewis | Reed             | 2:49             |
| 2.               | "Me Too"                                 |                                                    |                  |                  |
| 3.               | "No"                                     | Trainor Eric Frederic Kasher                       | Reed             | 3:33             |
| 4.               | "Better" (featuring Yo Gotti)            |                                                    |                  |                  |
| 5.               | "Hopeless Romantic"                      |                                                    |                  |                  |
| 6.               | "I Love Me" (featuring LunchMoney Lewis) |                                                    |                  |                  |
| 7.               | "Kindly Calm Me Down"                    |                                                    |                  |                  |
| 8.               | "Goosebumps"                             |                                                    |                  |                  |
| 9.               | "Just a Friend to You"                   | Trainor Chris Gelbuda                              |                  |                  |
| 10.              | "I Won't Let You Down"                   |                                                    |                  |                  |
| 11.              | "Dance Like Yo Daddy"                    |                                                    | Reed             |                  |
| 12.              | "Champagne Problems"                     |                                                    |                  |                  |

| Deluxe edition | Deluxe edition                  | Deluxe edition |
| STT            | Nhan đề                         | Thời lượng     |
| -------------- | ------------------------------- | -------------- |
| 13.            | "Mom" (featuring Kelli Trainor) |                |
| 14.            | "Friends"                       |                |
| 15.            | "Thank You" (featuring R. City) |                |

| Target bonus tracks | Target bonus tracks | Target bonus tracks |
| STT                 | Nhan đề             | Thời lượng          |
| ------------------- | ------------------- | ------------------- |
| 16.                 | "Track 16"          |                     |
| 17.                 | "Track 17"          |                     |